# Asterinella puiggarii
Asterinella puiggarii är en svampart som först beskrevs av Speg., och fick sitt nu gällande namn av Ferdinand Theissen 1912. Asterinella puiggarii ingår i släktet Asterinella och familjen Microthyriaceae.   Inga underarter finns listade i Catalogue of Life.